# Половинница
Половинница — упразднённая деревня в Межевском муниципальном округе Костромской области России. Исключена из учётных данных в 2024 году.
До 2021 года входила в состав Георгиевского сельского поселения.

## География
Деревня находится в северо-восточной части Костромской области, в подзоне южной тайги, на левом берегу реки Половинницы, на расстоянии приблизительно 12 километров (по прямой) к юго-западу от села Георгиевского, административного центра района. Абсолютная высота — 177 метров над уровнем моря.

### Климат
Климат характеризуется как умеренно континентальный, с продолжительной холодной многоснежной зимой и коротким сравнительно тёплым летом. Средняя температура воздуха самого холодного месяца (января) — −12 °C; самого тёплого месяца (июля) — 18 °C. Безморозный период длится около 100—130 дней. Продолжительность вегетационного периода составляет примерно 110—140 дней. Годовое количество атмосферных осадков — 560 мм, из которых большая часть выпадает в тёплый период.

## Население
| 2008 | 2010 | 2014 |
| ---- | ---- | ---- |
| 0    | →0   | →0   |